# Pseudoeuchlanis longipedes
Pseudoeuchlanis longipedes is een raderdiertjessoort uit de familie Euchlanidae. De wetenschappelijke naam van deze soort is voor het eerst geldig gepubliceerd in 1978 door Dhanapathi.